# Jahnshain
Jahnshain ist ein Ortsteil der Stadt Frohburg im Süden des Landkreises Leipzig im Freistaat Sachsen. Die Nachbarorte sind Linda, Meusdorf, Langenleuba-Oberhain, Walditz und Rathendorf.

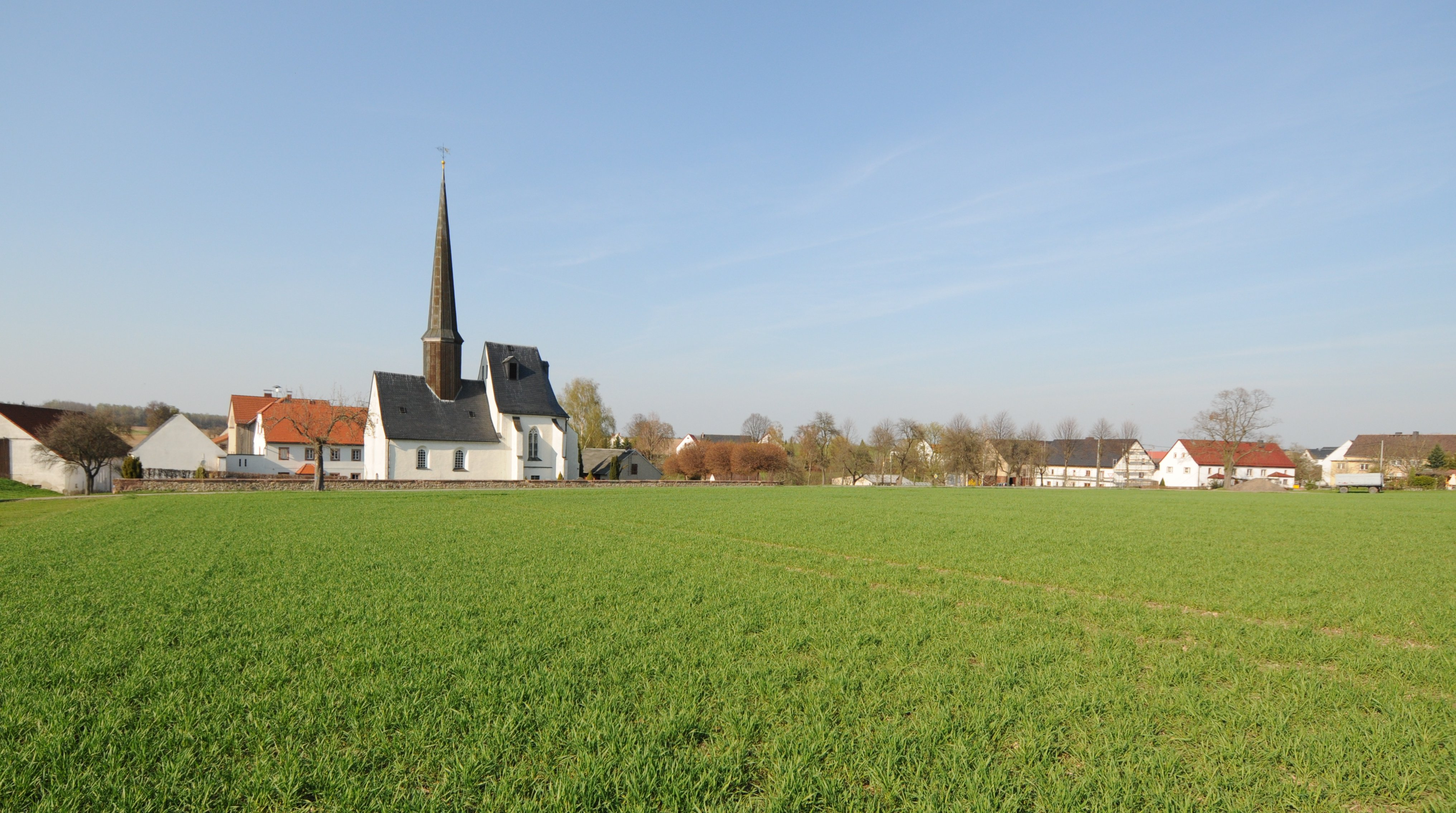
Ansicht von Jahnshain aus Richtung Süden

## Geographie
Jahnshain liegt im Kohrener Land, umfasst mit all seinen Grundstücken, Feldern, Wiesen und Weiden eine Fläche von ca. 3,6 km², davon sind etwa 90 % unbebaut. Die Einwohnerdichte beträgt demnach 41 Einwohner  pro km².
Die gesamte Fläche des Dorfes ist stark geprägt durch Kulturlandschaft. Eine große Fläche nehmen Felder ein. An den Straßen befinden sich viele Weiden, wo man im Sommer vor allem Kühe, seltener Schafe findet. Auf den Wiesen des Dorfes stehen vorwiegend Obstbäume, besonders Apfel- und Kirschbäume. Kleine Wälder grenzen auch an die Gemarkung Jahnshains: im Süden das Pastholz und im Nordwesten das Förstchen.
Ein Bach durchzieht den Ort von Ost nach West zunächst am Mittelweg, später dann an „An der Hauptstraße“ entlang. Jahnshain verfügt über acht kleine Teiche, davon ist einer der umzäunte Löschwasserteich.
Insgesamt weist das Dorf von Osten nach Westen ein Gefälle auf. Die Felder laufen in einem leichten Gefälle zur Dorfmitte hin. Von der Sahliser Straße und der dazu parallel liegenden Straße „An der Hauptstraße“ besteht ein zum Teil starkes Gefälle Richtung Mittelweg. Die höchste Stelle der Gemarkung Jahnshain liegt 263 m ü. NN.
Charakteristische Gesteine für die Region sind Schwarz- und Tonschiefer sowie Quarzit, die im Silur und Ordovizium entstanden. Der Boden wird größtenteils für den Ackerbau genutzt.
Charakteristisch für das Klima sind folgende Daten:
- Jahresniederschlag: 650 bis 700 Liter
- durchschnittliche Maximaltemperatur: 17,8 °C im Juli
- durchschnittliche Minimaltemperatur: −0,5 °C im Januar
- mittlerer Beginn des Vollfrühlings: 5. bis 10. Mai

## Geschichte
Jahnshain wurde als Waldhufendorf gegründet. Im 13. Jahrhundert wurde in Jahnshain eine Kirche im romanischen Stil gebaut, deren Kirchenschiff im Kern heute noch erhalten ist. Urkundlich erstmals erwähnt wurde der Ort aber erst 1385. 1436 wurde der Ort erstmals „Jahnshain“ genannt.

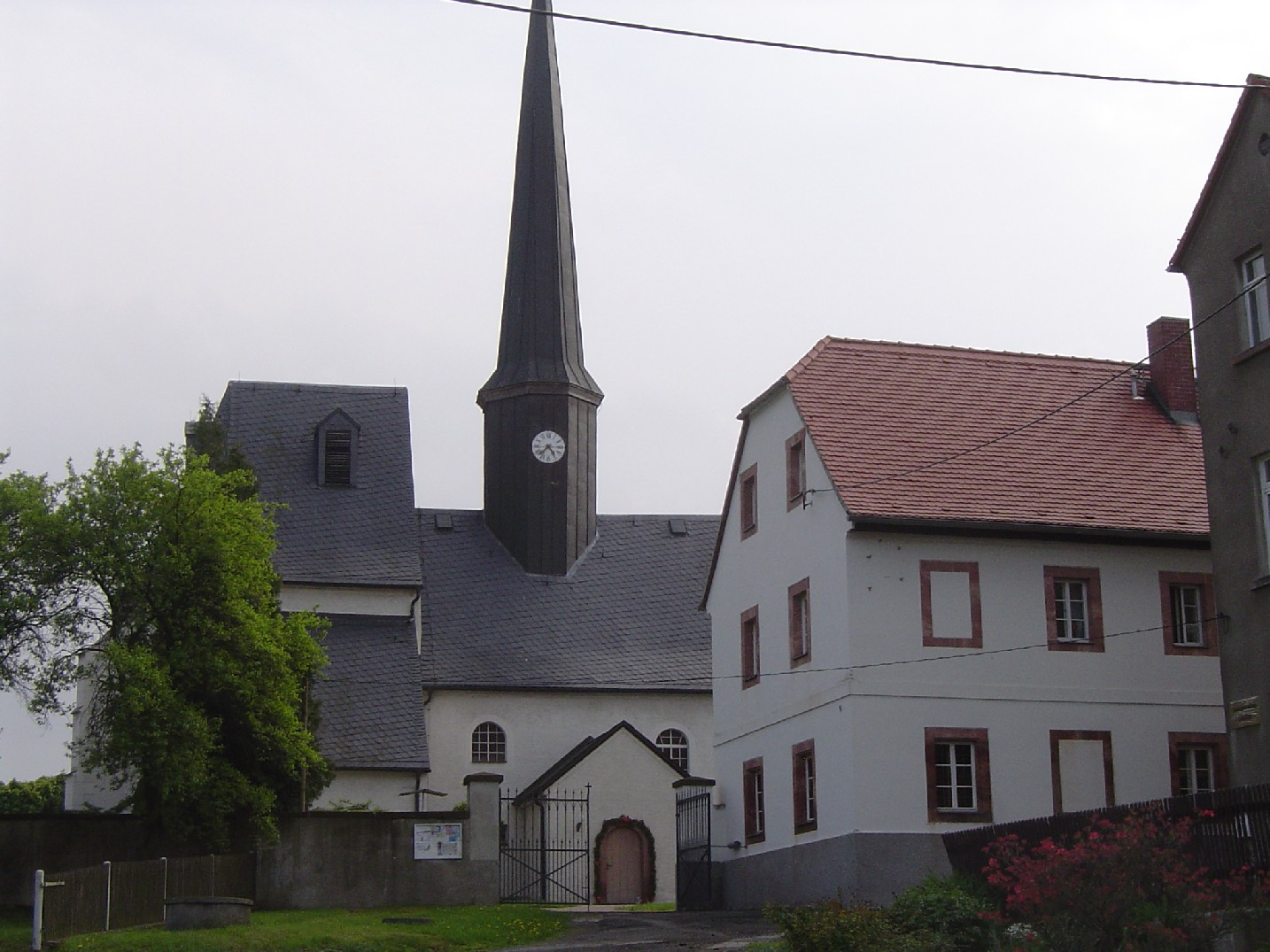
Jahnshainer Kirche,
links der gotische,
rechts der romanische Teil

Um 1500 wurde die Kirche im gotischen Stil erweitert. 1547 wurde sie aufgebrochen und ausgeraubt. Die unter „Jonßhain“ beurkundet Gemeinde gehörte 1551 zur Grundherrschaft des Rittergutes Sahlis. 1632 zogen insbesondere vom Regiment Holck kaiserliche Truppen plündernd und mordend durch Jahnshain und die umgebenden Dörfer. Im 17. Jahrhundert wurde der ehemalige Kohrener Taufstein gekauft, der aus weißem Sandstein besteht; Runen- und Zahlzeichen deuten vermutlich das Jahr 1224 als sein Erschaffungsjahr an. 1696 gehörte Jahnshain zum kursächsischen bzw. königlich-sächsischen Amt Borna.
Die alte Schule wurde 1839 abgerissen; wegen der Einschulung von 110 Kindern aus Jahnshain, Linda und Meusdorf wurde an ihrer statt ein neues Schulhaus gebaut. Ab 1856 gehörte Jahnshain zum Gerichtsamt Frohburg und ab 1875 zur Amtshauptmannschaft Rochlitz. 1925 gab es in Jahnshain einen Militär-, Gesangs-, Radfahrer- und Junge Landwirte-Verein, außerdem eine Jagdgenossenschaft und einen Spar- und Kreditverein.
Wegen der Flüchtlinge aus den ehemaligen deutschen Ostgebieten war Jahnshain 1946 mit 411 Einwohnern überbevölkert. Am 1. Juli 1950 erfolgte die Eingemeindung von Meusdorf und Linda und die Zuordnung des Orts zum Landkreis Rochlitz. Mit der zweiten Kreisreform  in der DDR kam Jahnshain mit seinen beiden Ortsteilen im Jahr 1952 zum Kreis Geithain im Bezirk Leipzig, der 1994 im Landkreis Leipziger Land aufging.
Von 1968 bis 1969 wurde das Lindenvorwerk rekonstruiert und ausgebaut. 1978 wurde der Konsum eröffnet, welcher 1992 aber wieder geschlossen wurde. Der Gasthof wurde 1991 geschlossen. 1994 wurde die zentrale Trinkwasserversorgung für alle Ortsteile zur Wassereinspeisung vom Wasserwerk Rathendorf gebaut. 1996 wurde der Kindergarten geschlossen.
Am 1. Januar 1999 wurde Jahnshain zusammen mit den Ortsteilen Meusdorf und Linda nach Kohren-Sahlis eingemeindet. Im Mai 2001 hatte Jahnshain 201 Einwohner.
2004 wurden die „Sahliser Straße“, Teile von „An der Hauptstraße“, Teile des „Mittelwegs“ erneuert.
Im Jahr 2006 missglückte der Verkauf des „Gutes Heinicke“. Lange Zeit suchte die Stadt einen Käufer für den Vierseithof. Darin befanden sich Gerätschaften der Stadt und der Jugendclub des Dorfes. Nachdem ein potentieller Käufer aus Frohburg abgesprungen war, fand sich im Sommer 2006 ein junges Paar, welches bereits im September innerhalb kurzer Zeit große Teile des Gutes umbauten; sie rissen eine Garage ein und ließen Räume auf eine luxuriöse Art und Weise herrichten (z. B. eine teure Fußbodenheizung). Kurz nachdem die Frau im Dezember desselben Jahres ein Kind gebar, verschwand die junge Familie samt Wohnmobil, Pferden und Hund. Die Stadt Kohren-Sahlis bekam letztendlich nicht die für das Gut versprochenen 60.000 Euro, die sie schon fest mit in den Haushalt 2007 eingeplant hatte. Stattdessen saß sie noch auf den hohen Handwerkerrechnungen, deren Höhe der Öffentlichkeit nicht bekannt ist, fest. Dieser Skandal sorgte für harte Kritik am Stadtrat Kohrens.
Seit dem 1. Januar 2018 gehört der Ort zur Stadt Frohburg.

## Entwicklung der Einwohnerzahl
| Jahr | Einwohnerzahl                           |
| ---- | --------------------------------------- |
| 1551 | 20 besessene Mann, 28 Inwohner          |
| 1764 | 20 besessene Mann, 18 Häusler, 11 Hufen |
| 1834 | 276                                     |
| 1871 | 311                                     |

| Jahr | Einwohnerzahl |
| ---- | ------------- |
| 1890 | 298           |
| 1910 | 254           |
| 1925 | 248           |
| 1939 | 234           |

| Jahr   | Einwohnerzahl |
| ------ | ------------- |
| 1946   | 411           |
| 1950 1 | 708           |
| 1964 1 | 530           |
| 1990 1 | 458           |

## Politik und Zukunft

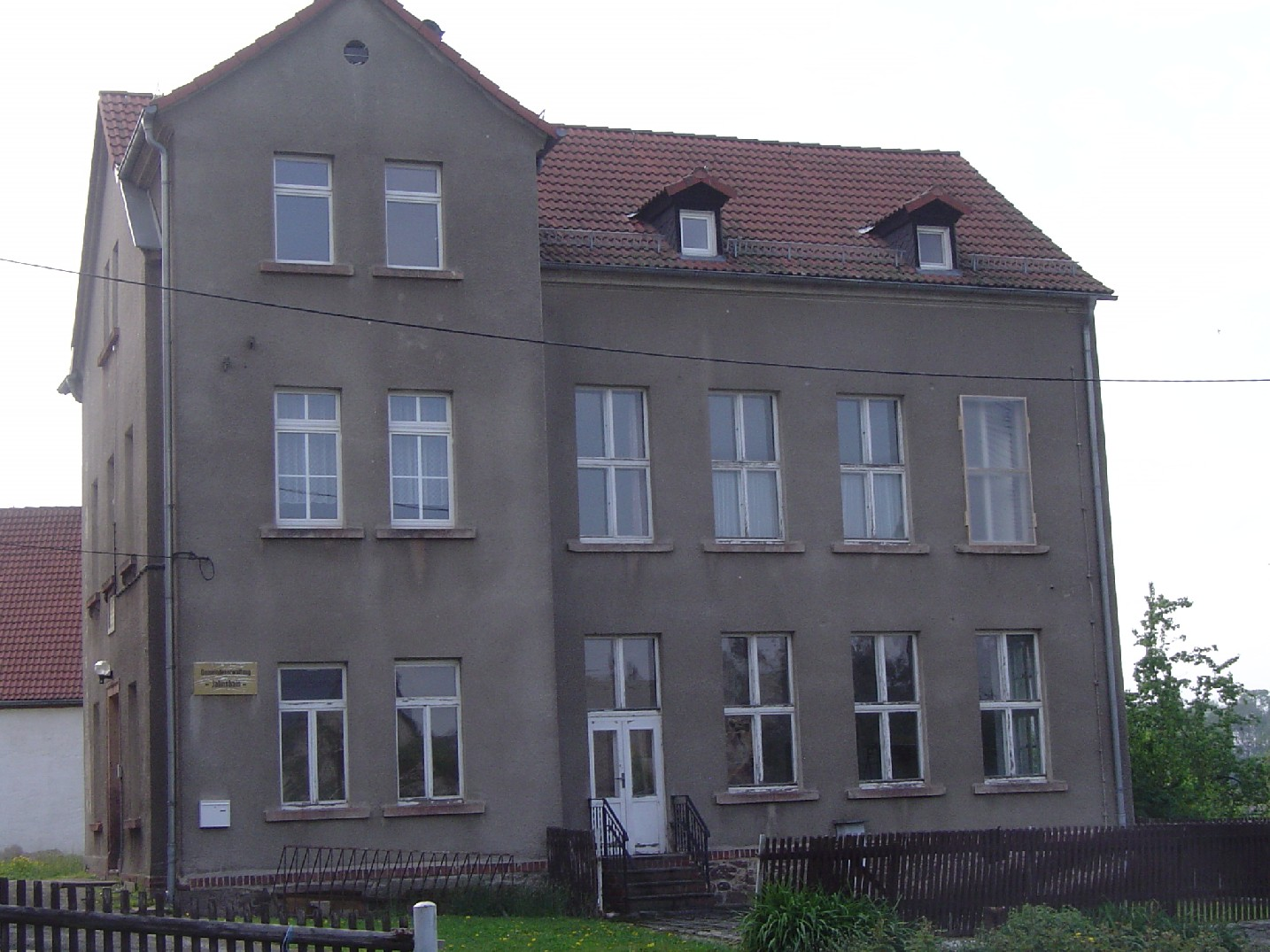
Das zukünftige Dorfgemeinschaftshaus (ehemaliger Kindergarten und ehemalige Gemeindeverwaltung) neben der Kirche

Das Dorf hatte bis zur Eingemeindung der Stadt Kohren-Sahlis in die Stadt Frohburg 2018 einen Ortschaftsrat.
Das Gebäude des ehemaligen Kindergartens soll zu einem Dorfgemeinschaftshaus unter Federführung des Ortschaftsrates Jahnshain werden. Der Jugendklub, die Freiwillige Feuerwehr, Vereine und Festveranstaltungen sollen hier Raum finden.

## Religionen
Am meisten verbreitet ist in Jahnshain der protestantische Glaube. Wenige und meist erst neu zugezogene Einwohner sind auch Atheisten.

## Wirtschaft und Infrastruktur
In Jahnshain wird viel Ackerbau betrieben. Getreide wie Weizen, Roggen, Gerste und Mais werden auf den Feldern angebaut. Andere Feldfrüchte sind Erbsen, Raps sowie Zucker- und Futterrüben.
In Jahnshain findet sich im Oberdorf ein Friseur. Des Weiteren finden sich ebenfalls in diesem Teil des Dorfes eine kleine Schmiede, ein Korbmacher, eine Werkstatt namens „Zitto-KfZ“ sowie ein Steuerberatungsbüro. Im unteren Teil des Dorfes befinden sich eine Videothek und der sogenannte Getränkebasar sowie ein Ferienhaus.

### Verkehr
Jahnshains Straßennetz ist in vier Straßen unterteilt: An der Hauptstraße (Ortsdurchfahrt), Sahliser Straße (an der nördlichen Seite des Dorfes), Mittelweg (durch die Mitte des Dorfes, parallel zu Sahliser Straße und An der Hauptstraße) und Schulweg (führt ins Nachbardorf Meusdorf). Außerdem gibt es im Dorf an seinen Seiten diverse Feldwege. Die B95 und die A72  verlaufen unweit des Ortes.
Das Dorf verfügt über zwei Bushaltestellen, die mehrmals täglich an Schultagen angesteuert werden, in den Ferien nur jeweils dienstags und donnerstags.

## Kultur und Sehenswürdigkeiten

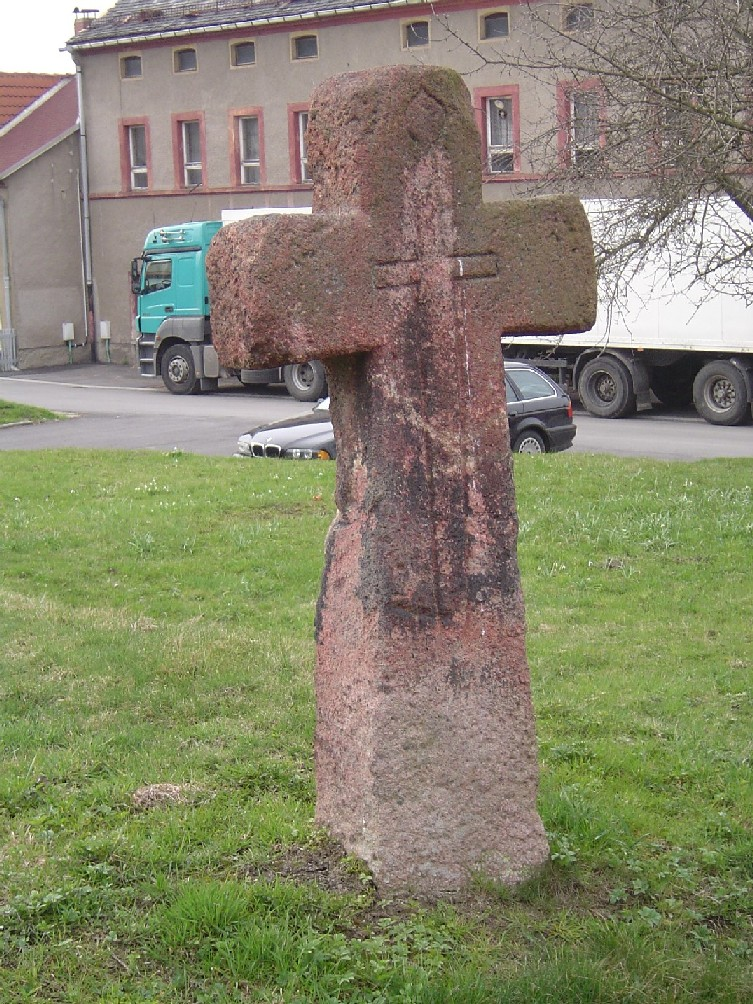
Steinkreuz auf dem Dreieck

Direkt an der Ortsdurchfahrt liegt die Dorfkirche, die sowohl romanische als auch gotische Stilmerkmale aufweist. Unmittelbar neben dem Kirchgelände steht das zukünftige Dorfgemeinschaftshaus, in dem sich bis 1996 der Kindergarten und in den 1990er Jahren auch die Gemeindeverwaltung befand. Ebenfalls in diesem Teil des Dorfes liegt das unter den Dorfbewohnern sogenannte „Dreieck“, welches im Grunde nur ein Rasenstück in ebendieser Form ist. Darauf steht ein Steinkreuz, ein Denkmal, da einer Sage nach an diesem Ort während einer Hungersnot eine Frau eine andere wegen eines Ziegenkäses umgebracht haben soll. Am Dreieck steht ebenfalls der ehemalige Gasthof, der bis Anfang der 1990er Jahre in Betrieb war.
Jedes Jahr am Karsamstag findet am ehemaligen Kälberstall im Oberdorf das Osterfeuer statt. Ein paar Mal im Jahr werden in der Ausstellungshalle des „Rassegeflügelzüchtervereins Kohren-Sahlis und Umgebung“ Kleintierausstellungen, insbesondere aber Geflügelausstellungen veranstaltet. Meist alle zwei Wochen finden in der Jahnshainer Kirche Gottesdienste statt.
Vom 17. bis 19. September 2010 war die 625-Jahr-Feier anlässlich der Ersterwähnung Jahnshains rund um Kirche und Gemeindehaus. Veranstalter war die Ev.-Luth. Kirchgemeinde Jahnshain. Das Fest knüpft an die lange gemeinsame Festtradition der drei Dörfer Jahnshain, Linda und Meusdorf an. Das letzte Fest dieser Art fand im Jahr 1985 statt.
Für Groß und Klein sollte etwas geboten werden, wobei nahezu alle Aktivitäten von den Einwohnern selbst organisiert wurden. Der Höhepunkt war neben dem sonnabendlichen Erntetanz in der Pfarrscheune der große Erntedankgottesdienst mit anschließendem Blasmusik-Frühschoppen am Sonntag im Festzelt auf dem Kirchhof. Weitere interessante Veranstaltungspunkte bildeten das Schauschmieden inkl. Hufbeschlag und die große Dorf-Tombola.

## Trivia und Kuriosa
- Heiko Herlofson, bekannt auch als Sachsen-Paule, besuchte in den 1970ern den Kindergarten in Jahnshain.